# Bobtail Mountain Park
Bobtail Mountain Park är en park i Kanada.   Den ligger i provinsen British Columbia, i den centrala delen av landet, 3 500 km väster om huvudstaden Ottawa. Bobtail Mountain Park ligger 1 287 meter över havet.
Terrängen runt Bobtail Mountain Park är huvudsakligen lite kuperad. Bobtail Mountain Park ligger uppe på en höjd. Trakten runt Bobtail Mountain Park är nära nog obefolkad, med mindre än två invånare per kvadratkilometer.. Det finns inga samhällen i närheten. 
I omgivningarna runt Bobtail Mountain Park växer i huvudsak barrskog.